# Prix Jeunesse International

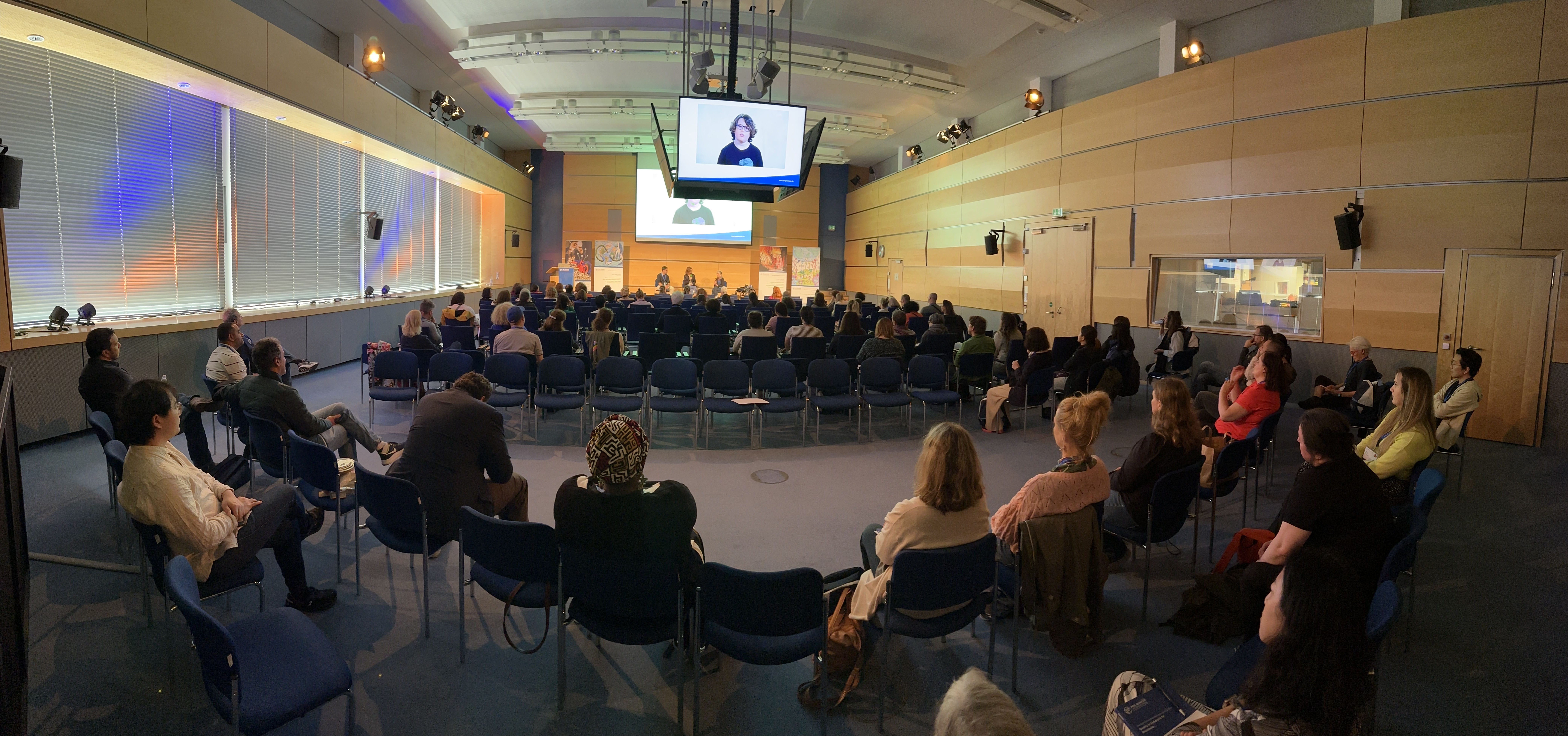
Prix Jeunesse International 2024

Prix Jeunesse International is een internationaal festival en conferentie voor kinder- en jongeren media, dat sinds 1964 om de 2 jaar georganiseerd wordt door de Prix Jeunesse Foundation, gesteund door Bayerischer Rundfunk, Bayerischer Staatsministerium für Familie, Arbeit und Soziales, ZDF, City of Munich, Bayerischer Landeszentrale für neue Medien BLM en met extra ondersteuning van KiKA von ARD und ZDF, Sinking Ship Entertainment Canada, Darrall MacQueen Engeland, PTS Taiwan, Spark Noorwegen, Fabelaktiv Noorwegen, Norwegian Film Institute NFI, Kulmbacher Münchshof, Adelholzener Alpenquellen, Youth Media Alliance YMA Canada.  
Het evenement vindt plaats in elk even jaar in de periode mei-juni in München en het staat officieus ook wel bekend als 'De Oscars van de Kindertelevisie'.

## Leiding
De Prix Jeunesse Foundation staat onder leiding van Dr. Maya Götz, die tevens hoofd is van het Internationales Zentralinstitut für das Jügend- und Bildungsfernsehen IZI dat veel onderzoek doet naar jeugd en media dat tijdens het festival en in tussenliggende jaren wordt gepresenteerd. Beide organisaties zijn gevestigd in het hoofdkantoor van de Bayerischer Rundfunk BR, aan de Rundfunkplatz in München. 
Festival coordinator is Kirsten Schneid.

## Prijzen

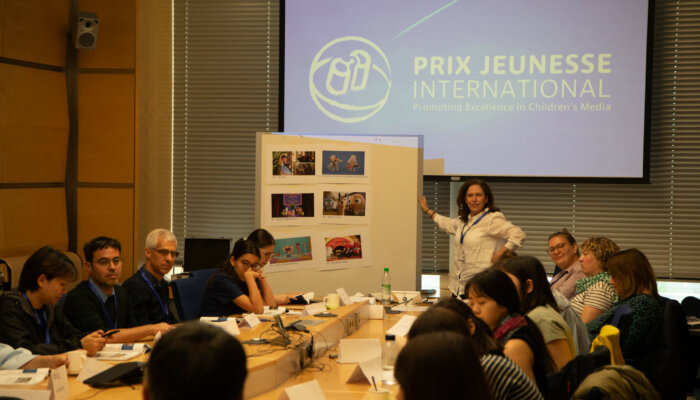
Een internationale discussie group tijdens Prix Jeunesse International 2024.

Prix Jeunesse International kent 6 Hoofdprijzen en 8 Speciale prijzen.
De Hoofdprijzen worden bepaald door de festival participanten die zich in kunnen laten schrijven als 'Voter' of 'Observer'. Als Voter kun je in de door jouw gekozen hoofd categorieën meestemmen door ieder programma in die categorie te bekijken en na deelname in één van de internationale discussie groepen na afloop van de betreffende categorie een stemformulier in te vullen door per film/programma 4 cijfers te geven van 1-10: voor idee, voor script, voor realisatie en voor doelgroep. Deze manier van stemmen wordt ook wel de 'Prix Jeunesse methode' genoemd.
Hoofdprijzen:
• Non-fiction Up to 6
• Fiction Up to 6
• Non-fiction 7-10
• Fiction 7-10
• Non-fiction 11-15
• Fiction 11-15
Speciale prijzen:
• UNESCO Prize
• UNICEF Prize
• Gender Equity Prize
• Theme Prize
• Prize of the German Children's Jury
• Prize of the International Youth Jury
• Shorts Prize
• Heart Prize
Daarnaast wordt er elke 2 jaar een Special Achievement Prize of een Lifetime Achievement Award toegekend.

## Prix Jeunesse Suitcase
Na elk festival stelt de Prix Jeunesse Foundation in samenwerking met Goethe-Institut een 'Suitcase' samen van prijswinnende, opmerkelijke en veel besproken films en programma's van dat jaar. Deze Prix Jeunesse Suitcase is een trainings hulpmiddel waarmee lokaal een mini-versie van het festival kan worden nagebootst. Door Prix Jeunesse Foundation aangestelde vertegenwoordigers reizen naar landen die voor zo'n Suitcase hebben ingeschreven om daar een meestal meerdaagse training te geven. Supporters van Prix Jeunesse Foundation die al meer dan 10 van dergelijke trainingen gaven zijn: David Kleeman (USA), Aldana Duhalde (Argentinië), Jan-Willem Bult (Nederland).